# Споменик на Хисару
Споменик на Хисару је подигнут на Видовдан, 28. јуна 1922. године, посвећен поручнику 15. пешадијског пука Владимиру М. Лазаревићу Мандићу и његовим војницима који су штитили град од бугарске војске. 
Постоље је од набијеног бетона, омалтерисано, а остали делови су од белог мермера. 
Изграђен је као споменик незнаном јунаку јер се дуго није знало за индетитет Лазаревића, пошто су му Бугари одузели комплетну документацију. Наводи се податак да је из околине Алексинца.
Слава палим херојима при одбрани Лесковца 26. Октобра 1915. године. Споменик подигоше благодарни Лесковчани на Видовдан 1922. године. 